# Elizavetovca, Dondușeni
Elizavetovca este satul de reședință al comunei cu același nume  din raionul Dondușeni, Republica Moldova.

## Demografie

### Structura etnică
Structura etnică a satului conform recensământului populației din 2004:
| Grup etnic         | Populație | % Procentaj |
| ------------------ | --------- | ----------- |
| Ucraineni          | 412       | 83,4%       |
| Moldoveni / Români | 66        | 13,36%      |
| Ruși               | 15        | 3,04%       |
| Găgăuzi            | 1         | 0,2%        |
| Total              | 494       | 100%        |